# Emanuel Trípodi
Emanuel Trípodi (Comodoro Rivadavia, Argentina, 26 de juny de 1981) és un futbolista argentí. Juga en la posició de porter. El seu club és Boca Juniors.